# Schleidweiler
Schleidweiler ist ein Ortsteil und ein Ortsbezirk der Ortsgemeinde Zemmer im Landkreis Trier-Saarburg in Rheinland-Pfalz.

## Geographie
Der Ort Schleidweiler in der Südeifel liegt am Rande des Buntsandsteinhöhenzugs des Meulenwalds und zählt zur Fidei.
Nachbarorte von Schleidweiler sind die anderen Ortsteile Zemmer im Nordosten, Rodt im Süden und Daufenbach im  Südwesten, sowie die Ortsgemeinde Orenhofen im Norden.

## Geschichte
Im Jahre 893 wurde Schleidweiler erstmals als Scelttvilers im Prümer Urbar der Abtei Prüm urkundlich erwähnt. Der Ort gehörte zum Grundbesitz der Trierer Abtei St. Irminen, die Vögte zur Verwaltung einsetzte. Ein Erklärungsansatz für den Namen „Fidei“ ist daher die Ableitung von „Vogtei“.
Nach der Inbesitznahme des Linken Rheinufers durch französische Revolutionstruppen war der Ort von 1798 bis 1814 Teil der Französischen Republik (bis 1804) und anschließend des Französischen Kaiserreichs. Nach der Niederlage Napoleons kam Schleidweiler 1815 aufgrund der auf dem Wiener Kongress getroffenen Vereinbarungen zum Königreich Preußen. Der Ort wurde Sitz der Bürgermeisterei Schleidweiler und dem Landkreis Trier im Regierungsbezirk Trier zugeordnet, der 1822 Teil der neu gebildeten Rheinprovinz wurde.
Im 19. Jahrhundert waren im Umfeld von Schleidweiler viele Steinbrüche in Betrieb, in denen Schleif- und Bausteine gebrochen wurden. Viele Menschen fanden damals Arbeit als Steinbrecher oder Steinmetz.
Als Folge des Ersten Weltkriegs gehörte die gesamte Region zum französischen Teil der Alliierten Rheinlandbesetzung. Nach dem Zweiten Weltkrieg wurde Schleidweiler innerhalb der französischen Besatzungszone Teil des damals neu gebildeten Landes Rheinland-Pfalz.
Im Rahmen der Mitte der 1960er Jahre begonnenen rheinland-pfälzischen Gebiets- und Verwaltungsreform wurde der Landkreis Trier am 7. Juni 1969 aufgelöst. Schleidweiler gehörte zu dem größeren Kreisteil, der mit dem Landkreis Saarburg zum neuen Landkreis Trier-Saarburg vereinigt wurde. Am 17. März 1974 wurde die bis zu diesem Zeitpunkt selbstständige Gemeinde Schleidweiler-Rodt nach Zemmer eingemeindet.

## Politik

### Ortsbezirk
Schleidweiler ist gemäß Hauptsatzung einer von vier Ortsbezirken der Ortsgemeinde Zemmer. Der Ortsbezirk umfasst den Ortsteil Schleidweiler der früheren Gemeinde Schleidweiler-Rodt. Die Interessen des Ortsbezirks werden durch einen Ortsbeirat und durch einen Ortsvorsteher vertreten.

### Ortsbeirat
Der Ortsbeirat besteht aus fünf Mitgliedern, die bei der Kommunalwahl am 9. Juni 2024 in einer personalisierten Verhältniswahl gewählt wurden, und dem ehrenamtlichen Ortsvorsteher als Vorsitzendem.
Die Sitzverteilung:
| Wahl | SPD | CDU | FWG (*) | Gesamt  |
| ---- | --- | --- | ------- | ------- |
| 2024 | 1   | 1   | 3       | 5 Sitze |
| 2019 | 1   | 1   | 4       | 6 Sitze |
| 2014 | 3   | 1   | 2       | 6 Sitze |
| 2009 | 2   | 1   | 3       | 6 Sitze |

### Ortsvorsteher
Anke Cordie (CDU) wurde am 21. August 2019 Ortsvorsteherin von Schleidweiler. Bei der Direktwahl am 26. Mai 2019 war sie mit einem Stimmenanteil von 74,74 % gewählt worden. Bei der Direktwahl am 9. Juni 2024 wurde sie als einzige Bewerberin mit 62,3 % für weitere fünf Jahre in ihrem Amt bestätigt.
Cordies Vorgänger waren Sonja Schneider (FWG, 2018–2019), Michael Becker (SPD, 2014–2018) und zuvor Jürgen Tögel (FWG) der 2014 nicht erneut kandidiert hatte.

## Kultur und Sehenswürdigkeiten

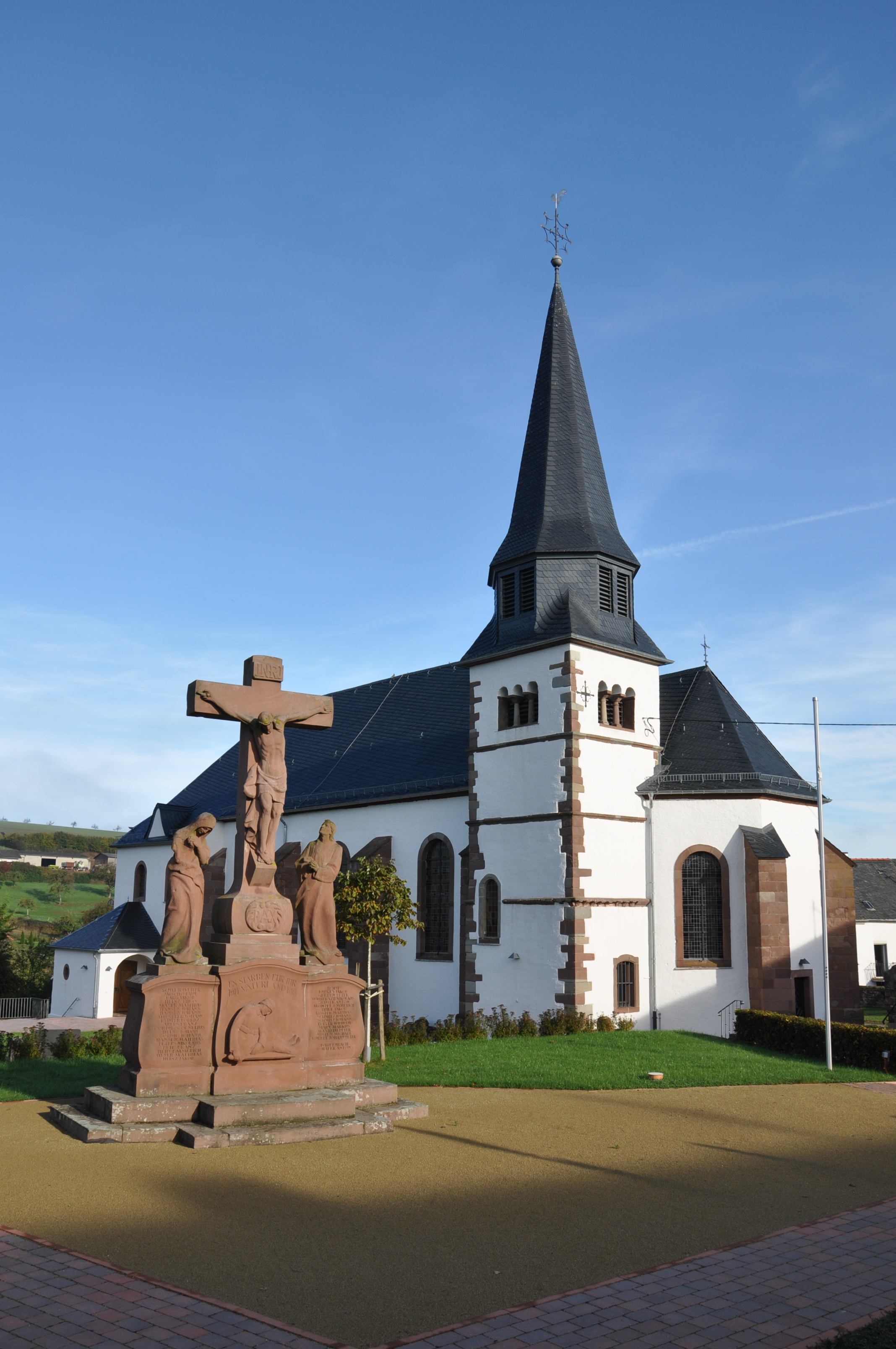
St. Martin (2014)

In der Denkmalliste des Landes Rheinland-Pfalz (Stand: 2021) werden folgende Kulturdenkmäler genannt:
- Römisch-katholische Pfarrkirche St. Martin, barocker Saalbau (1751, erweitert 1921/22) mit romanischer Chorflankenturm (12. Jahrhundert)[18]
- Kreuzweg mit 14 Stationen (um 1875) und Kreuzkapelle (bezeichnet 1894)[19]
- Winkelhof; Quereinhaus (19. Jahrhundert)
- Wegekreuz (1651) in der Gemarkung

Die 14. Etappe des Fernwanderwegs Eifelsteig führt durch Schleidweiler.

## Wirtschaft und Infrastruktur

### Öffentliche Einrichtungen
Die katholische Kindertagesstätte St. Martin in Schleidweiler betreut die Kinder der Ortsgemeinde Zemmer.

### Verkehr
Schleidweiler liegt an der Landesstraße 43. Im Ort zweigt die Kreisstraße 34 nach Rodt ab.

## Persönlichkeiten
- Michael Weber (* 1920 in Schleidweiler; † 2012 in Zemmer), Politiker, Mitglied des Niedersächsischen Landtages